# Alfa Horologii
Alfa Horologii (α Hor) – najjaśniejsza gwiazda w gwiazdozbiorze Zegara. Jest odległa od Słońca o około 115 lat świetlnych.

## Charakterystyka
Alfa Horologii to olbrzym należący do typu widmowego K. Jego temperatura to około 4650 K, niższa od temperatury fotosfery Słońca. Jest on 47 razy jaśniejszy i ma promień równy około 11 promieni Słońca. Masa tej gwiazdy to około dwóch mas Słońca. Około miliarda lat temu była to biała gwiazda ciągu głównego reprezentująca typ widmowy A, obecnie zachodzą w niej reakcje syntezy helu w węgiel. Jej stabilność pozwala traktować ją jako gwiazdę standardową.